# Ligist
Ligist är en kommun i  distriktet Voitsberg i förbundslandet Steiermark i Österrike. Huvudort är Ligist Markt.
Kommunen består av sju orter (Ortschaften) (inom parentes invånarantal 1 januari 2024):
- Dietenberg (776)
- Grabenwarth (195)
- Ligistberg (175)
- Ligist Markt (694)
- Oberwald (243)
- Steinberg (759)
- Unterwald (376)